# Иванир, Марк
Марк Александрович Иванир (англ. Mark Alexandrovich Ivanir; род. 6 сентября 1968[…] или 6 сентября 1964, Черновцы) — израильский актёр.

## Биография
Марк Иванир родился 6 сентября 1968 года (по другим данным, в 1964 году) в еврейской семье в городе Черновцы Черновицкой области Украинской ССР (ныне Украина).
В 1972 году семья Марка иммигрировала в Израиль. После окончания школы он поступил на службу в израильскую армию, принимал участие в нескольких секретных операциях. Позднее армейский опыт, полученный им при проведении спецзаданий, Иванир умело использовал в своей актёрской профессии при работе над ролями военных, шпионов и тайных агентов.
В конце 1980-х годов после выхода в отставку Иванир, отказавшись от заманчивых предложений продолжить карьеру в израильских спецслужбах, стал обучаться ремеслу актёра в цирковом училище на отделении клоунады. В 1988—1990 годах он становился стипендиатом Израильского культурного фонда Америки. Первые выступления Марка перед публикой состоялись на европейских улицах, а затем он стал выступать на арене брюссельского цирка Cirque Pauwels в качестве жонглёра. После нескольких лет работы в цирковой группе Марк продолжил своё актёрское образование и поступил на факультет актёрского мастерства Высшей школы искусств «Ниссан Натив» в Тель-Авиве. После её окончания Иванир играл в Камерном театре Тель-Авива, Израильской опере, а в 1991 году стал одним из основателей и участников театра «Гешер».
За два года новому театру, группа которого полностью состояла из выходцев из бывшего Советского Союза, а спектакли шли на трёх языках — иврите, английском и русском, удалось подняться на самую вершину израильского театрального Олимпа и заслужить восторженные отзывы «Таймс», назвавшей «Гешер» одним из шести лучших театров мира. За десять лет в «Гешере» Марк сыграл множество ролей (Боярский в спектакле «Город» по «Одесским рассказам» Бабеля, Дамис в «Тартюффе» Мольера, Иволгин в «Идиоте» по Достоевскому, Муарронн в «Мольере» Булгакова и других), объездив с гастролями почти весь мир (ему довелось играть на сценах Лондона, Нью-Йорка, Парижа, Берлина и Рима), а также попробовал свои силы в качестве переводчика — им было переведено с русского на иврит и адаптировано восемь пьес.
Впервые Иванир появился на экране в 1988 году в военном боевике канадско-израильского производства «Железный орёл 2».
Далее последовали съёмки в израильских сериалах («Франко и Спектор» и других) и фильмах, принёсшие актёру относительную известность в Израиле, а также эпизодические роли в сериалах «Закон и порядок», «Крутой Уокер», «Полиция Нью-Йорка».
Иванир дебютировал в Голливуде в отмеченном семью «Оскарами» фильме Стивена Спилберга «Список Шиндлера» 1993, сыграв в нём помощника Оскара Шиндлера по имени Марсель Голдберг. После этой роли Марк, который к тому времени перебрался в Лондон, стал чаще появляться в американских сериалах («C.S.I. Место преступления», «Шпионка», «24 часа», «Агентство»). В 2001 году вместе с женой и с двумя детьми он переехал в Лос-Анджелес, где живёт и в настоящее время. Марк продолжает активно сниматься в кино («Безумная семейка», «Мистер и миссис Смит», «Тени прошлого», «Неоспоримый 2», «Неоспоримый 3») и сериалах («Дефективный детектив», «Кукольный дом», «Чистильщик»), исполняя преимущественно роли русских персонажей или представителей других славянских народов, в чём ему, конечно же, сильно помогает знание языка и детство, проведённое в СССР. В 2004 году Марк во второй раз снялся у Спилберга — в картине «Терминал», сыграв эпизодическую роль таксиста. За время кинокарьеры Марка Иванира его партнёрами по съёмочной площадке в разное время были Анжелина Джоли, Брэд Питт, Мэтт Деймон, Ричард Гир, Том Хэнкс, Лиам Нисон, Бен Кингсли, Ральф Файнс и другие знаменитые актёры.
Также Иванир занимается озвучкой различных видеоигр, среди которых — Psychonauts, Call of Duty 2, Call of Duty 3, Gothic 3, Tom Clancy’s Splinter Cell: Double Agent, World in Conflict, Call of Duty 4: Modern Warfare, Cars Mater-National, World in Conflict: Soviet Assault, The Chronicles of Riddick: Assault on Dark Athena, Metro 2033, Medal of Honor 2010, Call of Duty: Modern Warfare 3, Assassin’s Creed: Revelations, Metro: Last Light и т. д. Является прототипом персонажа по имени Соломон в игре Battlefield 3.

## Избранная фильмография
| Год  |   | Русское название                                  | Оригинальное название                           | Роль                               |
| ---- | - | ------------------------------------------------- | ----------------------------------------------- | ---------------------------------- |
| 1988 | ф | Железный орёл 2                                   | Iron Eagle II                                   | Михаил Балоньев                    |
| 1993 | ф | Список Шиндлера                                   | Schindler's List                                | Марсель Голдберг                   |
| 2000 | ф | Человек, который плакал                           | The Man Who Cried                               | человек в парилке                  |
| 2000 | с | Крутой Уокер: Правосудие по-техасски              | Walker, Texas Ranger                            | французский наёмник                |
| 2002 | с | Военно-юридическая служба                         | JAG                                             | капитан Йоэль                      |
| 2003 | с | 24 часа                                           | 24                                              | Trask                              |
| 2003 | с | Детектив Монк                                     | Monk                                            | Эдгар Хейнц                        |
| 2003 | с | Шпионка                                           | Alias                                           | Борис Оранский                     |
| 2004 | с | Полиция Нью-Йорка                                 | NYPD Blue                                       | Илья Антропов                      |
| 2004 | ф | Терминал                                          | The Terminal                                    | таксист Горан                      |
| 2005 | с | C.S.I.: Место преступления Нью-Йорк               | CSI: NY                                         | Максвелл Нейман                    |
| 2005 | с | Щит                                               | The Shield (TV series)                          | Алекс                              |
| 2005 | ф | Мистер и миссис Смит                              | Mr. & Mrs. Smith                                | Patron - Dive Bar                  |
| 2005 | ф | Ювелир                                            | The Cutter                                      | доктор Йозеф                       |
| 2006 | ф | Неоспоримый 2                                     | Undisputed II: Last Man Standing                | Гага                               |
| 2006 | с | C.S.I.: Место преступления                        | CSI: Crime Scene Investigation                  | заведующий цирком                  |
| 2006 | ф | Отряд «Антитеррор»                                | The Unit                                        | Юрий                               |
| 2006 | ф | Ложное искушение                                  | The Good Shepherd                               | Валентин Миронов                   |
| 2007 | с | Закон и порядок                                   | Law & Order                                     | Николай Брезин                     |
| 2007 | ф | Охота Ханта                                       | The Hunting Party                               | Борис                              |
| 2008 | ф | Однажды в Голливуде                               | What Just Happened                              | Джонни                             |
| 2008 | с | Терминатор: Битва за будущее                      | Terminator: The Sarah Connor Chronicles         | Дмитрий Шипков                     |
| 2008 | ф | Напряги извилины                                  | Get Smart                                       | русский в ванной комнате           |
| 2009 | с | Кукольный дом                                     | Dollhouse                                       | Cyril                              |
| 2009 | с | C.S.I.: Место преступления Майами (седьмой сезон) | CSI: Miami                                      | Григорий Каспаров                  |
| 2010 | ф | Неоспоримый 3                                     | Undisputed III: Redemption                      | Гага                               |
| 2010 | ф | Святые роллеры                                    | Holy Rollers                                    | Мендел Голд                        |
| 2010 | с | Грань                                             | Fringe                                          | Роланд Давид Барретт               |
| 2010 | с | Никита                                            | Nikita                                          | Владимир Иванов                    |
| 2010 | ф | Агент Джонни Инглиш: Перезагрузка                 | Johnny English Reborn                           | Артём Карленко                     |
| 2010 | с | Светлана                                          | Svetlana                                        | Пётр                               |
| 2011 | ф | Приключения Тинтина: Тайна «Единорога»            | The Adventures of Tintin: Secret of the Unicorn | афганский солдат на заставе        |
| 2011 | ф | Калейдоскоп любви                                 | 360                                             | босс                               |
| 2012 | с | Ячейка Гординых                                   | תא גורדין                                       | Яков Лундин                        |
| 2012 | с | Перевозчик                                        | Transporter: The Series                         | Сергей Заров                       |
| 2012 | с | Королевские недуги                                | Royal Pains                                     | Дмитрий, русский мафиозный олигарх |
| 2012 | ф | Четвёртая власть                                  | Die vierte Macht                                | Аслан                              |
| 2012 | ф | Прощальный квартет                                | A Late Quartet                                  | Дэниел                             |
| 2013 | с | Гримм                                             | Grimm                                           | Борис Мышкин/Кащей                 |
| 2013 | с | Чёрный список                                     | The Blacklist                                   | Иван                               |
| 2014 | с | Кризис                                            | Crisis                                          | Борис Макаров                      |
| 2015 | с | Родина                                            | Homeland                                        | Иван Крупин                        |
| 2017 | ф | Однажды в Германии                                | Bye Bye Germany                                 | Холзманн                           |
| 2018 | с | Американская история ужасов: Апокалипсис          | American Horror Story: Apocalypse               | Николай II                         |
| 2019 | с | Ради всего человечества                           | For All Mankind                                 | Михаил Михайлович Васильев         |
| 2020 | с | Новый Папа                                        | The New Pope                                    | Бауэр                              |
| 2020 | с | Вдали                                             | Away                                            | Михаил «Миша» Попов                |
| 2022 | ф | Рубикон                                           | Rubikon                                         | Дмитрий Крылов                     |
| 2023 | ф | Сердце Стоун                                      | Heart of Stonen                                 | Король пик                         |
| 2024 | ф | Эмилия Перес                                      | Emilia Pérez                                    | доктор Вассерман                   |

Эсав (2019 год) фильм Павла Лунгина по роману израильского писателя Меира Шалева, одна из главных ролей- Эсав.